# Abyss (Chelsea Wolfe)
Abyss è il quarto album in studio della cantante statunitense Chelsea Wolfe, pubblicato nel 2015.

## Tracce
1. Carrion Flowers – 4:50
2. Iron Moon – 5:46
3. Dragged Out – 4:20
4. Maw – 5:54
5. Grey Days – 5:19
6. After the Fall – 5:35
7. Crazy Love – 3:33
8. Simple Death – 5:22
9. Survive – 5:38
10. Color of Blood – 4:48
11. The Abyss – 4:12